# Grazer Derby
| Grazer Athletiksport-Klub        |                            |               |
| Gründung                         | Erfolgreichster Torschütze | Höchster Sieg |
| 18. August 1902 (Fußballsektion) | Walter Koleznik (8 Tore)   | 6:1           |
| Sportklub Sturm Graz             |                            |               |
| Gründung                         | Erfolgreichster Torschütze | Höchster Sieg |
| 1. Mai 1909                      | Ivica Vastić (14 Tore)     | 10:1          |

Das Grazer Derby oder Grazer Stadtderby bezeichnet das sportliche Aufeinandertreffen der beiden erfolgreichsten Grazer Fußballvereine Grazer AK und SK Sturm Graz.
Seit 1920 zählt man 199 Begegnungen, davon gab es 185 Aufeinandertreffen in der Meisterschaft (130 auf Profi-Ebene und 55 auf Amateur-Ebene in der Steirischen Liga), zusätzlich sieben Begegnungen im ÖFB-Cup, ein Match im ÖFB-Supercup, zwei Begegnungen im Tschammerpokal sowie vier Spiele im Steirischen Cup. Freundschaftsspiele (insbesondere vor der ersten offiziellen Steirischen Meisterschaft 1920) sind in der Statistik nicht inbegriffen. Das allererste Spiel der Kampfmannschaften fand am 25. September 1910 statt, das letzte fand nach am 2. November 2023 im Rahmen des ÖFB-Cups statt. Die meisten der 198 Aufeinandertreffen konnte Sturm Graz für sich entscheiden (81).
Der GAK wurde am 18. August 1902 gegründet, die Vereinsfarben sind Rot-Weiß. 2004 konnte der Verein seinen ersten Meistertitel gewinnen. Zusätzlich gewann er vier Mal den ÖFB-Cup, mit dem Titel 1981 den ersten Profititel für die Steiermark. 2007 musste der GAK in Konkurs und stieg mit der Saison 2007/08 in die drittklassige Regionalliga Mitte ab, da dem Verein die Lizenzen für die Bundesliga und die Erste Liga verwehrt wurden. Weitere finanzielle Probleme folgten und nach weiteren Konkursen wurde die 1977 aus dem Stammverein ausgegliederte Fußballsektion des GAK am 30. Oktober 2012 aufgelöst. Da der GAK-Stammverein im März 2014 den am 20. Dezember 2012 gegründeten Nachfolgeverein eingegliedert hat, nimmt weiterhin eine Fußballmannschaft des GAK an einer österreichischen Liga teil und hat 2019/20 nach sechs Aufstiegen en suite von der 8. Spielklasse aus wieder die 2. Spielklasse erreicht.
Sturm Graz wurde am 1. Mai 1909 gegründet (statutenmäßig allerdings erst am 31. März 1912). Mit fünf österreichischen Meistertiteln 1997/98, 1998/99, 2010/11, 2023/24 und 2024/25 sowie sieben Cupsiegen (1995/96, 1996/97, 1998/99, 2009/10, 2017/18, 2022/23, 2023/24) ist er der erfolgreichste steirische Verein in einer österreichischen Gesamtmeisterschaft. Bereits ein Jahr vor dem Stadtrivalen ging der Klub 2006 in den Konkurs, der Zwangsausgleich wurde am 25. Jänner 2007 angenommen und der Klub konnte überleben. Heutzutage hat sich Sturm Graz von den finanziellen Engpässen wieder vollständig erholt.

## Geschichte des Grazer Derbys

Graffiti auf der Stadiongarage der Merkur Arena bringt Rivalität zum Ausdruck

### Bedeutung und Entwicklung
Das Grazer Derby und dessen Bedeutung bekam seine erste Bedeutung in der Zeit vor dem Zweiten Weltkrieg, beeinflusst durch die Bedeutung der Vereine in der Bevölkerung. Der 1902 gegründete Grazer Athletiksport-Club galt lange Zeit als Akademikerverein und unterstützte dieses Image auch selbst. Der sieben Jahre später gegründete Grazer Fußballclub „Sturm“ hingegen galt als Verein für „Jedermann“, quer durch alle Bevölkerungsschichten.
Als 1920 die erste offizielle Steirische Meisterschaft ausgetragen wurde, gab es noch einige Grazer Fußballvereine mehr, die große Bedeutung hatten. Neben Sturm und dem GAK existierten noch der Grazer Sportclub, der jüdischen Verein SC Hakoah, die Grazer Sportvereinigung, Rapid Graz, die Amateure Graz oder aber auch der ASV Gösting. Nach und nach – auch bedingt durch die beiden Weltkriege – verschwanden jedoch einige zahlreiche Grazer Vereine. Zwar fanden auch die Austria Graz und der Grazer SC den Weg in die höchste österreichische Spielklasse, aber lediglich der GAK und Sturm konnten sich dort längerfristig etablieren.
Schon zu Beginn in den 1920er-Jahren kristallisierten sich die Athletiker und Sturm als die beiden erfolgreichsten Grazer Vereine heraus. Bis 1935 teilten sich Sturm und GAK die Steirischen Meistertitel untereinander auf, vier Mal waren die Schwarz-Weißen erfolgreich, zehn Mal die Rot-Weißen. Lediglich 1935 gewann der Grazer SC den Meistertitel.
1941 werden die Derbys zwischen Sturm und dem GAK erstmals unterbrochen, da den Schwarz-Weißen der Aufstieg in die Bereichsklasse der Ostmark gelang (nach dem Anschluss an Nazi-Deutschland wurde Österreich zur Ostmark). 1943 spielten beide Mannschaften wieder in der Steirischen Liga und Sturm dominierte diese mit vier Meistertiteln bis 1949, erst 1948 gewannen die Rot-Weißen wieder ein Derby gegen den Erzrivalen. 1949/50 nahm Sturm Graz an der erstmals ausgetragenen gesamtösterreichischen Fußballmeisterschaft teil, der Stadtrivale wurde in die zweithöchste Spielklasse eingeteilt. Dies bedeutete ein erneutes Aussetzen der sportlichen Aufeinandertreffen beider Vereine.

### Derbys auf höchstem (Liga-)Niveau
Am 9. Dezember 1951 fand schließlich das allererste Grazer Derby in der höchsten österreichischen Fußballliga statt, welches Sturm mit 2:1 für sich entschied. Ab 1952, der GAK besiegte den Stadtgegner mit 4:1, begann eine lange Siegesserie für den Athletiksport Klub. 13 Jahre lang verlor dieser kein einziges Derby. Erst 1964 konnte Sturm mit einem 2:0 wieder den GAK besiegen.
1969 wurde das erste Grazer Derby im Bundesstadion Liebenau ausgetragen. Die 20.000 Zuschauer, die ins Stadion drängten und für die Grazer Polizei Schwerstarbeit bedeuteten, stellten einen bis heute anhaltenden Stadionrekord auf. In den 90er-Jahren unterbrachen sich die Duelle drei Mal. 1990/91 bis 1994/95 spielte der GAK zweitklassig, durch das damalige Mittlere Play-Off gab es dennoch jeweils zwei Derbys in den Saisonen 1991/92 sowie 1992/93. Ebenfalls in der Saison 1992/93 traf der GAK auf LUV Graz, was somit seit 1956 die einzigen Duelle mit einem anderen Grazer Verein in einer österreichweiten Spielklasse darstellt.

### Heutzutage
Zwischen 2007 und 2024 spielte der GAK aufgrund eines Lizenzentzuges seitens der Österreichischen Bundesliga nicht mehr in der obersten österreichischen Liga. Durch den Neustart in der 1. Klasse Mitte A hatte der GAK regelmäßig Begegnungen mit anderen Vereinen aus Graz. Der SK Sturm spielte in dieser Zeit durchgehend in der Bundesliga. Der GAK begegnete der zweiten Mannschaft des SK Sturm in der Regionalliga Mitte zwischen 2007 und 2012 sowie von 2018 bis 2024 in der 2. Liga. Im Oktober 2022 kam es im ÖFB-Cup zum ersten Derby beider Kampfmannschaften seit über 15 Jahren. Des Weiteren folgte im Jahr darauf, ebenfalls im Achtelfinale des ÖFB-Cups, ein weiteres Derby. Durch den Aufstieg des GAK im Jahr 2024 gibt es seit der Saison 2024/25 nach 17 Jahren wieder Derbys in der höchsten österreichischen Liga.
Seit 1997 teilten die beiden Stadtrivalen sich das neu errichtete Liebenauer Stadion, das heute als Merkur Arena bekannt ist. Die ehemaligen Heimstätten Gruabn (Sturm) in der Klosterwiesgasse und Casino-Stadion (GAK) in der Körösistraße sind heute nicht mehr in der jeweiligen Vereinshand. In der Körösistraße steht heutzutage eine Wohnsiedlung, die Gruabn dient als „neue“ Heimstätte des Grazer SC. Der GAK spielte seit dem Neustart in untersten Liga bis zum Aufstieg in die zweithöchste Spielklasse im Sportzentrum Weinzödl, wo mit Hilfe der Fans Zusatztribünen aufgebaut wurden. Das Sportzentrum war zuvor das Trainingszentrum des GAK, wurde aber im Zuge der Konkursverfahren von der Stadt Graz gekauft.

## Nennenswerte Spiele

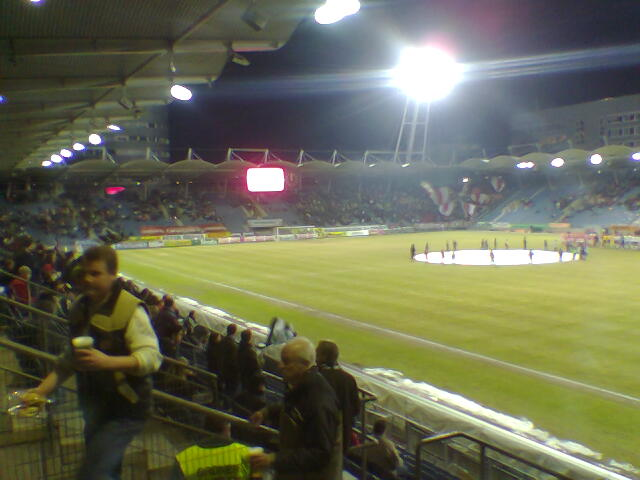
125. Derby vom Februar 2006

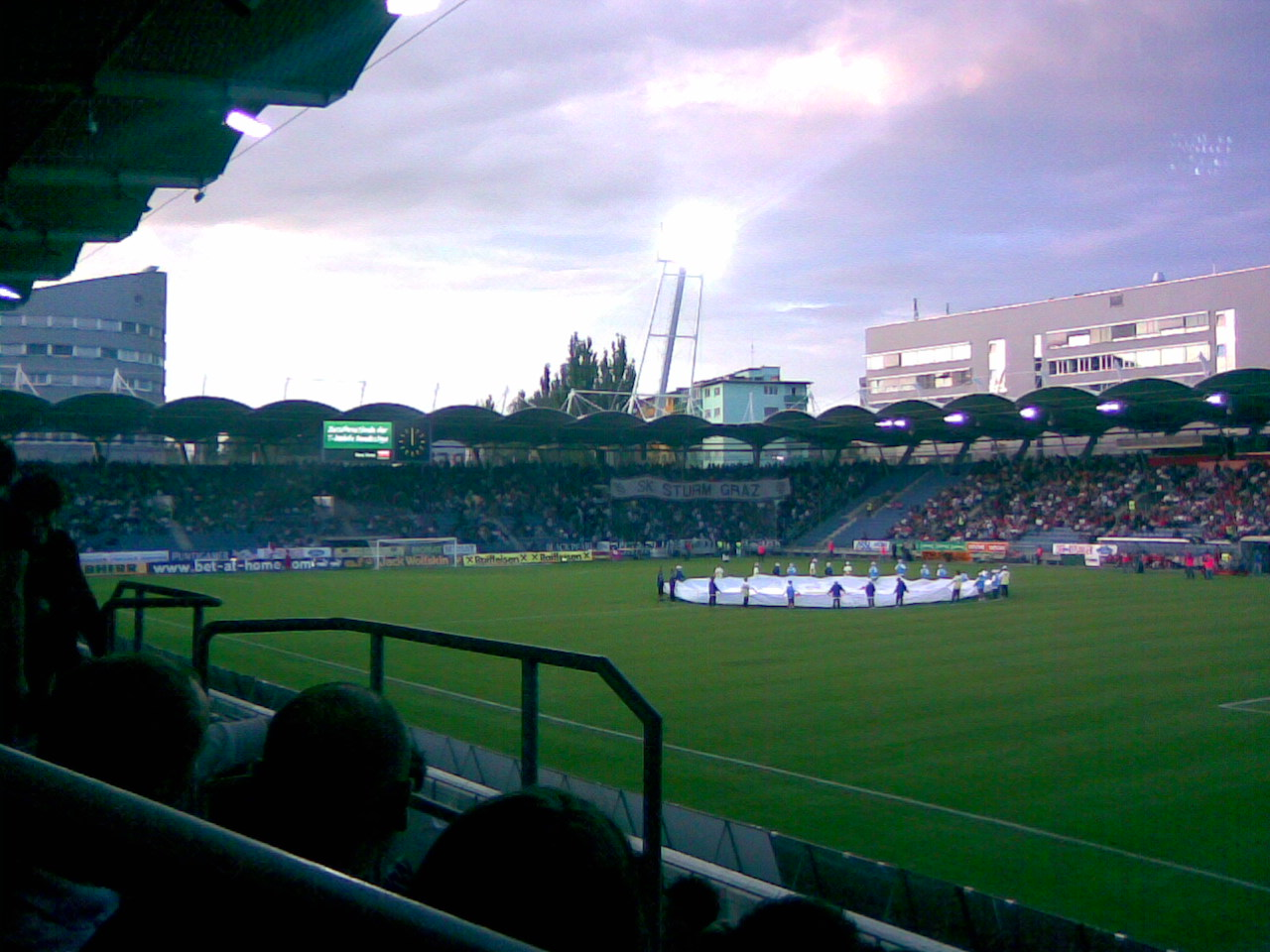
127. Derby vom August 2006

Grazer Derby am 27. Februar 2005 (Sturm-Fans im erweiterten ehemaligen Auswärtssektor)

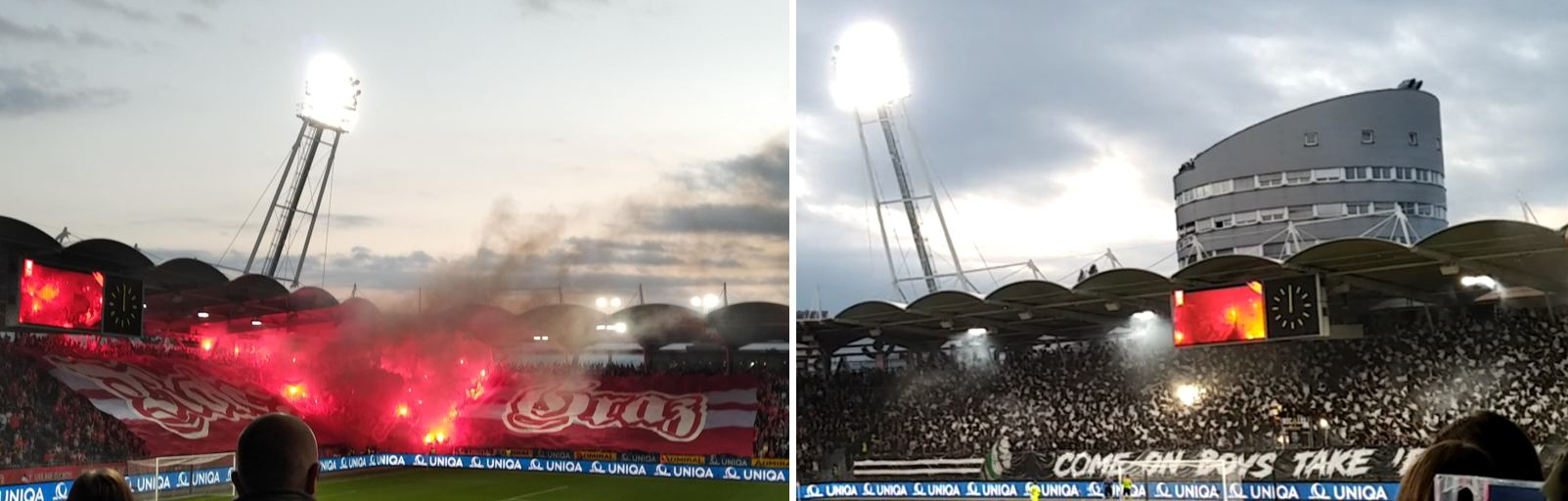
Nach 15 Jahren wieder ein Derby im ÖFB-Cup

### Erstes Derby
Das allererste Derby zwischen dem GAK und dem SK Sturm fand am 25. September 1910 statt. Bis 1919 gab es noch 21 weitere Spiele der Kampfmannschaften (und insgesamt 38 diversester Mannschaften) gegeneinander. Erstes offizielles Aufeinandertreffen war in der Steirischen Meisterschaft am 7. November 1920, welches Sturm Graz mit 5:1 gewann, wobei es schon 1913 im Rahmen des Grazer Herbstmessepokals (3:0-Sieg für den GAK) ein Spiel in einem offiziellen Wettbewerb gab.

### Letztes Derby vor der langen Pause
Aufgrund des Lizenzentzuges 2006/07 und dem danach folgenden Abstieg des GAK, fand das letzte Derby vor der 15-jährigen Pause am 17. Mai 2007 in der höchsten Spielklasse statt. Der SK Sturm konnte es durch ein Haas-Tor mit 1:0 für sich entscheiden.

### Erstes Derby seit 2007
Im ÖFB-Cup kam es am 19. Oktober 2022 nach über 15 Jahren wieder zu einem Derby mit dem mittlerweile zweitklassigen GAK. SK Sturm ging als klarer Favorit in die Partie und konnte sie mit 1:0 gewinnen, beim GAK zeigt man sich über eine respektable Leistung als Außenseiter zufrieden. Das Derby wurde im Vorfeld medial und auch von beiden Fan-Lagern zelebriert. ÖFB-Verantwortliche sahen einen Rekord an verwendeter Pyrotechnik im Stadion, laut Polizei gab es keine nennenswerten Vorfälle.

### Torreiche Spiele
Ein bis zum Schluss ausgeglichenes und umstrittenes Derby fand am 5. September 1975 im Bundesstadion Liebenau statt, das mit 18.000 Zusehern bestens gefüllt war. Nach drei torlosen Stadtderbys und bis dorthin 99 erzielten Derbytoren wurde von der Kleinen Zeitung ein besonderer Preis ausgesetzt. Der Spieler, der das hundertste Derbytor schießen sollte, würde einen fabriksneuen Ford Escort im Wert von 65.000 Schilling gewinnen. Das Spiel begann mit dem 1:0 durch Mario Zuenelli vom GAK in der 5. Spielminute. Nur fünf Minuten später folgte der Ausgleichstreffer zum 1:1 durch einen Schuss von Hubert Kulmer. Nach einer komfortablen 3:1-Führung der Blackies zur Halbzeit und einer späteren 4:2-Führung schien der Sieg schon sicher. Doch der GAK holte auf und kurz vor Ende des Matches stand es nur noch 4:3 für den SK Sturm. Bei diesem Spielstand wurde Refik Muftić, der Tormann der Blackies, von einem Stürmer des GAK bedrängt, als er eine Flanke fing. Danach schob er den GAK-Spieler leicht mit einer Hand weg, der Schiedsrichter entschied auf Elfmeter, welcher in darauffolgender Weise verwandelt wurde. Endstand 4:4. Der rechtmäßige Gewinner des Autos, Mario Zuenelli, verkaufte – wie die Mannschaft zuvor vereinbart hatte – das neue Auto und verteilte innerhalb der Mannschaft den Erlös.
Eine regelrechte Elfer-Partie fand am 2. Mai 1981 statt, als beim Stand von 2:1 für Sturm in der 75. Spielminute Schiedsrichter Mathias einen Elfer pfiff. Der Sturmspieler Andy Pichler traf zum 3:1, doch der Referee entschied darauf, dass der Schuss wiederholt werden sollte. Doch Pichler netzte auch diesen Ball ein. Es stand 3:1, als Schiedsrichter Mathias in der 85. Spielminute erneut auf den Elferpunkt zeigte. Eine weitere Torchance für den SK Sturm, die Božo Bakota gut nützen konnte. Bakota stellte auf 4:1, was auch gleichzeitig der Endstand in dieser Begegnung war.
Den höchsten Derbysieg der Geschichte feierte Sturm am 16. Juni 1946 in der Steirischen Liga mit einem 10:1, der höchste GAK-Sieg datiert vom November 1956 (6:1) in der Staatsliga A. Im April 1988 gewann Sturm im Meister-Play-off mit 5:2, im März 2000 gewannen die Blackies sogar mit 6:1, eine Blamage für die Schwarz-Weißen stellte das 0:5 vor eigenem Publikum gegen den GAK im März 2003 dar.

### Zuschauerrekord
1969 gab es in Liebenau Zuschauerrekord, über 20.000 Fans drängten ins Stadion; die Mannschaften trennten sich mit einem 1:1-Unentschieden.

### Cupfinale
In der Saison 2001/02 kam zum bisher einzigen Mal im Finale des ÖFB-Cups zu einem Grazer Derby. Der GAK konnte den Titel mit einem 3:2 gewinnen.

### Kleine Derbys
Seitdem der GAK in der Regionalliga Mitte spielte, fanden „kleine Derbys“ statt. Die Athletiker trafen von 2007 bis 2012 in der Regionalliga Mitte und von 2018 bis 2024 in der 2. Liga auf die Amateure des SK Sturm.

### Frauen
Am 8. August 2025 gab es die erste offizielle Begegnung beider Frauen-Teams im Rahmen des ÖFB-Cups. Sturm ging als klarer Favorit in die Partie und konnte sie mit 5:0 gewinnen. Davor gab es bereits ein freundschaftliches Testspiel, das von Sturm mit 5:1 gewonnen werden konnte.

## Besonderheit: Derbywetten
Ab 1967 bekam das Grazer Derby eine weitere, brisante Bedeutung und Tradition. Denn ab diesem Zeitpunkt duellierte man sich für (vorerst) acht Jahre in der höchsten Liga. Zusätzlich wurde ein Jahr später mit den Derbywetten eine Tradition begründet. Der Grazer Fleischhauer Franz Zotter wettete in diesem Jahr erstmals auf einen Sturmsieg gegen den Koch Peter Bumsenberger. Zotter verlor die Wette und musste einen geschlachteten Hammel vom Sturmplatz bis in die Grazer Gleisdorfergasse schleppen. Dabei musste er ein Schild um den Hals mit der Aufschrift Wir zwei Hammel glaubten an deinen GAK-Sieg tragen. In den Jahren danach musste der Verlierer entweder ein Weinfass zum Gasthaus Operngrill rollen, einen Ochsen oder einen Esel durch die Stadt treiben, ein Fass auf den Grazer Schloßberg tragen oder zu Fuß von Graz nach Gleisdorf gehen. Für zusätzliche Begeisterung unter den Zuschauern sorgten diverse Schilder, die um die Hälser getragen werden mussten. 1984 beispielsweise war Wir zwei Esel groß und klein wollten Derbysieger sein zu lesen. Die jeweiligen Wetten zogen Massen von Menschen an, die umtriebigen Fleischer investierten ihre Speisenausgaben gut.

## Außerhalb des Spielfeldes
Wie groß die Rivalität der beiden Grazer Fußballvereine bzw. das Interesse knapp 13 Jahre nach dem letzten Derby ist, zeugt auch ein Projekt des Grazer Schauspielhauses mit dem Titel „Bist Du GAK oder STURM?“, das am 28. Februar 2020 Premiere hatte. Der Grazer Regisseur Ed. Hauswirth arbeitete mit Laien einen Theaterabend über „Liebe, Stolz und Fan-Sein“.

## Spieler-Statistiken

### Meiste Einsätze
Die nachfolgende Tabelle listet die Spieler
mit den meisten Derbyeinsätzen beider Teams auf.
| Name                 | Mannschaft | Anzahl der Einsätze |
| -------------------- | ---------- | ------------------- |
| Pichler, Anton       | Sturm Graz | 40                  |
| Čeh, Aleš            | GAK        | 39                  |
| Schauss, Rudolf      | Sturm Graz | 38                  |
| Jurtin, Gernot       | Sturm Graz | 37                  |
| Neukirchner, Günther | Sturm Graz | 36                  |
| Ramusch, Dieter      | GAK        | 33                  |
| Zunelli, Mario       | GAK        | 33                  |
| Wirth, Manfred       | Sturm Graz | 32                  |

### Torschützen
Nachstehend finden sich die acht erfolgreichsten
Torschützen der Grazer Derbys beider Teams.
| Name             | Mannschaft | Anzahl der Tore (Meisterschaft / Cup) |
| ---------------- | ---------- | ------------------------------------- |
| Vastić, Ivica    | Sturm Graz | 14 / 3                                |
| Bakota, Božo     | Sturm Graz | 12 / 1                                |
| Jurtin, Gernot   | Sturm Graz | 10 / 1                                |
| Haas Mario       | Sturm Graz | 8 / 1                                 |
| Koleznik, Walter | GAK        | 8                                     |
| Pamić, Igor      | GAK        | 7                                     |
| Sgerm, Willi     | GAK        | 7                                     |
| Zuenelli, Mario  | GAK        | 7                                     |

## Derby-Spielorte ab 1949
In der Zeit ab 1949 fand das Derby an sechs verschiedenen Orten statt. Die meisten Spiele spielte man im alten Bundesstadion Liebenau. In den 45 Matches gewann Sturm Graz 16 Mal, der GAK 11 Mal. Am Zweithäufigsten trafen die beiden Teams im neuen Liebenauer Stadion, der heutigen Merkur Arena, aufeinander. Mit jeweils 15 Siegen ist die Gewinnerstatistik ausgeglichen. Die übrigen Derbys fanden in den ehemaligen Heimstätten des SK Sturm (Gruabn, 25 Spiele) beziehungsweise des GAK (Casino-Stadion, 17 Matches), am ehemaligen Sportklub-Platz (zwei Spiele) sowie einmal im Kapfenberger Alpenstadion statt.
| Ort                                     | Jahre     | Anzahl der Derbys nach 1949 | Siege Sturm | Unentschieden | Siege GAK |
| --------------------------------------- | --------- | --------------------------- | ----------- | ------------- | --------- |
| Stadion Körösistraße/Casino-Stadion GAK | 1902–1997 | 17                          | 4           | 3             | 10        |
| Gruabn                                  | 1919–1997 | 25                          | 7           | 10            | 8         |
| Sportklub-Platz                         | 1952–1953 | 2                           | 0           | 0             | 2         |
| Bundesstadion Liebenau                  | 1969–1989 | 45                          | 16          | 18            | 11        |
| Alpenstadion Kapfenberg                 | 1996      | 1                           | 0           | 1             | 0         |
| Stadion Liebenau (jetzt Merkur-Arena)   | 1997–2022 | 41                          | 16          | 10            | 15        |

## Gesamtstatistik der Matches
| Spiele | Siege Sturm | Unentschieden | Siege GAK | Torverhältnis (aus Sturm-Sicht) |
| ------ | ----------- | ------------- | --------- | ------------------------------- |
| 201    | 84          | 49            | 68        | 315:326                         |

### Amateur-Meisterschaft (Steirische Liga; 1920–1949)
| Spiele | Siege Sturm | Unentschieden | Siege GAK | Torverhältnis (aus Sturm-Sicht) |
| ------ | ----------- | ------------- | --------- | ------------------------------- |
| 55     | 29          | 7             | 19        | 102:136                         |

1920/21–1931/32
| Saison       | Spiel                   | Ergebnis        |
| ------------ | ----------------------- | --------------- |
| 1920/21      | Sturm – GAK GAK – Sturm | 5:1 0:1         |
| 1921/22      | Sturm – GAK GAK – Sturm | 3:2 2:0         |
| 1922/23      | GAK – Sturm Sturm – GAK | 3:4 1:0         |
| 1923/24 (**) | Sturm – GAK GAK – Sturm | 5:0 0:3 3:0 2:2 |
| 1925 * (**)  | Sturm – GAK GAK – Sturm | 3:3 2:4         |
| 1926 * (**)  | Sturm – GAK GAK – Sturm | 1:2 1:1         |
| 1927 * (**)  | Sturm – GAK GAK – Sturm | 1:5 1:0         |
| 1928 * (**)  | Sturm – GAK GAK – Sturm | 2:1 1:3         |
| 1928/29 (**) | Sturm – GAK GAK – Sturm | 2:2 4:0         |
| 1928/29 (**) | Sturm – GAK GAK – Sturm | 2:2 4:0         |
| 1929/30 (**) | Sturm – GAK GAK – Sturm | 0:1 4:1         |
| 1930/31      | Sturm – GAK GAK – Sturm | 1:4 2:5         |
| 1931/32 (**) | Sturm – GAK GAK – Sturm | 3:1 2:1         |

1932/33–1948/49
| Saison       | Spiel                   | Ergebnis |
| ------------ | ----------------------- | -------- |
| 1932/33      | Sturm – GAK GAK – Sturm | 1:2 2:5  |
| 1933/34 (**) | Sturm – GAK GAK – Sturm | 3:2 1:0  |
| 1934/35 (**) | Sturm – GAK GAK – Sturm | 2:3      |
| 1935/36 (**) | Sturm – GAK GAK – Sturm | 2:1 4:6  |
| 1936/37 (**) | Sturm – GAK GAK – Sturm | 5:1 1:4  |
| 1937/38 (**) | Sturm – GAK GAK – Sturm | 3:0 0:2  |
| 1938/39 (**) | Sturm – GAK GAK – Sturm | 2:2 2:1  |
| 1939/40 (**) | Sturm – GAK GAK – Sturm | 5:1 4:5  |
| 1940/41 (**) | Sturm – GAK GAK – Sturm | 6:1 3:4  |
| 1943/44 (**) | Sturm – GAK GAK – Sturm | 0:0 0:2  |
| 1944 (**)    | GAK – Sturm             | 4:2      |
| 1945/46      | Sturm – GAK GAK – Sturm | 10:1 1:1 |
| 1946/47      | Sturm – GAK GAK – Sturm | 5:1 2:5  |
| 1947/48      | Sturm – GAK GAK – Sturm | 2:0 1:4  |
| 1948/49      | Sturm – GAK GAK – Sturm | 3:5 1:3  |

* fand als Jahresmeisterschaft statt

(**) Heimvorteil nicht bekannt

### Profi-Meisterschaft
| Spiele | Siege Sturm | Unentschieden | Siege GAK | Torverhältnis (aus Sturm-Sicht) |
| ------ | ----------- | ------------- | --------- | ------------------------------- |
| 132    | 44          | 42            | 46        | 174:175                         |

Liga A (1951/52–1964/65)
(zwei Begegnungen pro Saison)
| Saison  | Spiel                   | Ergebnis |
| ------- | ----------------------- | -------- |
| 1951/52 | Sturm – GAK GAK – Sturm | 2:1 4:1  |
| 1952/53 | Sturm – GAK GAK – Sturm | 0:2 2:1  |
| 1953/54 | Sturm – GAK GAK – Sturm | 3:3 3:4  |
| 1955/56 | Sturm – GAK GAK – Sturm | 1:5 2:0  |
| 1956/57 | Sturm – GAK GAK – Sturm | 1:6 3:2  |
| 1957/58 | Sturm – GAK GAK – Sturm | 1:1 6:1  |
| 1964/65 | Sturm – GAK GAK – Sturm | 2:0 3:2  |

Nationalliga (1965/66–1973/74)
(zwei Begegnungen pro Saison)
| Saison  | Spiel                   | Ergebnis |
| ------- | ----------------------- | -------- |
| 1966/67 | Sturm – GAK GAK – Sturm | 0:1 0:2  |
| 1967/68 | Sturm – GAK GAK – Sturm | 1:3 1:2  |
| 1968/69 | Sturm – GAK GAK – Sturm | 3:1 1:1  |
| 1969/70 | Sturm – GAK GAK – Sturm | 1:1 0:0  |
| 1970/71 | Sturm – GAK GAK – Sturm | 2:1 0:1  |
| 1971/72 | Sturm – GAK GAK – Sturm | 1:1 3:4  |
| 1972/73 | Sturm – GAK GAK – Sturm | 1:1 4:0  |
| 1973/74 | Sturm – GAK GAK – Sturm | 0:0      |

Bundesliga (seit 1974/75)
(vier Begegnungen pro Saison mit Hin- [1.–18. Spieltag] und Rückrunde [19.–36. Spieltag])
(ausgenommen 1982/83–1984/85, 1986/87, sowie 1988/89–1995/96)
1974/75–1989/90
| Saison  | Hinrunde                | Ergebnis | Rückrunde                             | Ergebnis                  |
| ------- | ----------------------- | -------- | ------------------------------------- | ------------------------- |
| 1975/76 | Sturm – GAK GAK – Sturm | 0:0 4:4  | Sturm – GAK GAK – Sturm               | 1:1 0:1                   |
| 1976/77 | GAK – Sturm Sturm – GAK | 0:3 2:1  | Sturm – GAK GAK – Sturm               | 0:1 1:1                   |
| 1977/78 | Sturm – GAK GAK – Sturm | 1:0 3:1  | Sturm – GAK GAK – Sturm               | 1:1 1:0                   |
| 1978/79 | GAK – Sturm Sturm – GAK | 1:2 1:1  | GAK – Sturm Sturm – GAK               | 0:1 3:1                   |
| 1979/80 | Sturm – GAK GAK – Sturm | 0:1 1:0  | Sturm – GAK GAK – Sturm               | 1:1                       |
| 1980/81 | GAK – Sturm Sturm – GAK | 2:1      | GAK – Sturm Sturm – GAK               | 0:0 4:1                   |
| 1981/82 | Sturm – GAK GAK – Sturm | 4:1 0:2  | Sturm – GAK GAK – Sturm               | 0:1 2:3                   |
| 1982/83 | Sturm – GAK GAK – Sturm | 1:0 2:1  | –                                     | –                         |
| 1983/84 | GAK – Sturm Sturm – GAK | 1:2 3:1  | –                                     | –                         |
| 1984/85 | Sturm – GAK GAK – Sturm | 1:1 0:0  | –                                     | –                         |
| 1985/86 | GAK – Sturm Sturm – GAK | 0:0 2:1  | GAK – Sturm Sturm – GAK (beide Spiele | 0:0 1:1 Meister-Play-off) |
| 1986/87 | Sturm – GAK GAK – Sturm | 1:0 2:3  | –                                     | –                         |
| 1987/88 | GAK – Sturm Sturm – GAK | 3:0 1:1  | Sturm – GAK GAK – Sturm (beide Spiele | 5:2 1:1 Meister-Play-off) |
| 1988/89 | Sturm – GAK GAK – Sturm | 0:1 0:4  | –                                     | –                         |
| 1989/90 | Sturm – GAK GAK – Sturm | 0:1 0:4  | –                                     | –                         |

1990/91–2006/07 *
| Saison    | Hinrunde                              | Ergebnis                    | Rückrunde               | Ergebnis |
| --------- | ------------------------------------- | --------------------------- | ----------------------- | -------- |
| 1991/92   | Sturm – GAK GAK – Sturm (beide Spiele | 0:0 1:1 Mittleres-Play-off) | –                       | –        |
| 1992/93   | Sturm – GAK GAK – Sturm (beide Spiele | 0:2 4:0 Mittleres-Play-off) | –                       | –        |
| 1995/96   | GAK – Sturm Sturm – GAK               | 3:2 1:1                     | GAK – Sturm Sturm – GAK | 1:0 0:2  |
| 1996/97   | Sturm – GAK GAK – Sturm               | 0:0 2:2                     | Sturm – GAK GAK – Sturm | 0:0 1:1  |
| 1997/98   | GAK – Sturm Sturm – GAK               | 0:4 2:1                     | Sturm – GAK GAK – Sturm | 2:1 0:0  |
| 1998/99   | Sturm – GAK GAK – Sturm               | 2:3 0:5                     | Sturm – GAK GAK – Sturm | 0:1 1:2  |
| 1999/2000 | Sturm – GAK GAK – Sturm               | 5:0 1:0                     | Sturm – GAK GAK – Sturm | 6:1 2:4  |
| 2000/01   | GAK – Sturm Sturm – GAK               | 2:0 1:1                     | GAK – Sturm Sturm – GAK | 1:2 0:1  |
| 2001/02   | Sturm – GAK GAK – Sturm               | 2:0 1:1                     | Sturm – GAK GAK – Sturm | 2:2 1:1  |
| 2002/03   | GAK – Sturm Sturm – GAK               | 2:1 1:1                     | Sturm – GAK GAK – Sturm | 0:5 2:1  |
| 2003/04   | Sturm – GAK GAK – Sturm               | 2:1 1:0                     | GAK – Sturm Sturm – GAK | 1:1 0:2  |
| 2004/05   | GAK – Sturm Sturm – GAK               | 1:0                         | GAK – Sturm Sturm – GAK | 4:0 1:1  |
| 2005/06   | Sturm – GAK GAK – Sturm               | 0:2 2:0                     | Sturm – GAK GAK – Sturm | 0:0 2:3  |
| 2006/07   | GAK – Sturm Sturm – GAK               | 0:0 0:2                     | GAK – Sturm Sturm – GAK | 0:2 1:0  |

2024/25–
(Neuer Modus ab Saison 2018/19: Aufstockung der Liga auf 12 Mannschaften; Grunddurchgang (22 Runden) mit je einem Heimspiel und einem Auswärtsspiel pro Gegner, anschließend Punktehalbierung und Aufteilung (je 6 Mannschaften) in Meistergruppe und Abstiegsgruppe mit ebenso je einem Heimspiel und einem Auswärtsspiel pro Gegner in der Gruppe)
| Saison  | Grunddurchgang          | Ergebnis | Meistergruppe / Abstiegsgruppe | Ergebnis |
| ------- | ----------------------- | -------- | ------------------------------ | -------- |
| 2024/25 | Sturm – GAK GAK – Sturm | 5:2 1:2  | -                              | -        |

* 1990/91, 1993/94–1994/95: GAK in 2. Division

### ÖFB-Cup
| Spiele | Siege Sturm | Unentschieden | Siege GAK | Torverhältnis (aus Sturm-Sicht) |
| ------ | ----------- | ------------- | --------- | ------------------------------- |
| 7      | 5           | 0             | 2         | 14:9                            |

| Saison  | Cup-Phase     | Spiel       | Ergebnis |
| ------- | ------------- | ----------- | -------- |
| 1958/59 | 1. Runde      | Sturm – GAK | 0:1      |
| 1982/83 | Achtelfinale  | Sturm – GAK | 3:1      |
| 1995/96 | Halbfinale    | Sturm – GAK | 3:1      |
| 1998/99 | Viertelfinale | GAK – Sturm | 1:2      |
| 2001/02 | Finale        | GAK – Sturm | 3:2      |
| 2022/23 | Achtelfinale  | GAK – Sturm | 0:1      |
| 2023/24 | Achtelfinale  | GAK – Sturm | 2:3      |

### ÖFB-Supercup
| Spiele | Siege Sturm | Unentschieden | Siege GAK | Torverhältnis (aus Sturm-Sicht) |
| ------ | ----------- | ------------- | --------- | ------------------------------- |
| 1      | 0           | 0             | 1         | 0:3                             |

| Saison  | Spiel       | Ergebnis |
| ------- | ----------- | -------- |
| 2001/02 | GAK – Sturm | 3:0      |

### Tschammerpokal
| Spiele | Siege Sturm | Unentschieden | Siege GAK | Torverhältnis (aus Sturm-Sicht) |
| ------ | ----------- | ------------- | --------- | ------------------------------- |
| 2      | 2           | 0             | 0         | 7:3                             |

| Saison  | Spiel       | Ergebnis |
| ------- | ----------- | -------- |
| 1938/39 | Sturm – GAK | 2:1      |
| 1939/40 | Sturm – GAK | 5:2      |

### Steirischer Cup
| Spiele | Siege Sturm | Unentschieden | Siege GAK | Torverhältnis (aus Sturm-Sicht) |
| ------ | ----------- | ------------- | --------- | ------------------------------- |
| 4      | 4           | 0             | 0         | 13:6                            |

| Saison  | Spiel       | Ergebnis |
| ------- | ----------- | -------- |
| 1935/36 | Sturm – GAK | 3:2      |
| 1936/37 | Sturm – GAK | 5:2      |
| 1946/47 | Sturm – GAK | 1:0      |
| 1947/48 | Sturm – GAK | 4:2      |